# Arie Schuijer
Aäron (Arie) Schuijer (Den Haag, 25 mei 1881 – Tel Aviv, 2 januari 1941) was een Nederlands cellist die bekend werd in Duitsland.
Hij was zoon van koopmansechtpaar Abraham Schuijer en Roosje van Kam. Broers Sam Schuijer en Elie Schuijer werden eveneens musicus. Hijzelf was getrouwd met Geertruida van den Heuvel. Dochter Rosina/Rosine was jarenlang naamgever van een juweliersbedrijf aan de Haarlemmerstraat (voor de Tweede Wereldoorlog) en Steenstraat (na) in Leiden; zij bestierde de winkel met man en amateurpianist Jacob van Leeuwen.
Zijn opleiding genoot hij aan de Haagse Muziekschool. Docenten waren Joseph Giese op cello, Hendrik Dirk van Ling in muziektheorie en Willem Nicolaï in ensemblespel. Daarop volgde een betrekking als cellist bij de Koninklijke Militaire Kapel. In mei 1910 werd hij aangesteld als solo-cellist bij de Alte Oper in Frankfurt am Main. Hij verzorgde daar tevens symfonische concerten (Museums Gesellschaft) en was er docent aan de muziekschool. Bij soloconcerten wilde hij nog wel eens Nederland aandoen, maar zijn werkterrein was voornamelijk Duitsland.
Van zijn hand waren ook enkele werken bekend zoals een celloconcert, een cellosonate, liederen en orkestwerken, inmiddels vergeten repertoire.